# Imigração ilegal na Tailândia
A Tailândia se tornou um dos principais destinos da imigração ilegal, especialmente dos países vizinhos.

## Demografia
A partir de 2005, foi confirmado pelo governo tailandês que existem 1,8 milhão de trabalhadores estrangeiros registrados e legais e a imigração ilegal é algo que gira em torno de 5 milhões na Tailândia. Estes migrantes ilegais também incluem refugiados e a percentagem da população migrante ilegal, é, respectivamente, proveniente principalmente da Indonésia, Bangladesh, Nepal, Myanmar, Índia, Vietnã, Sri Lanka, Paquistão e China.
Há também um grande número de ocidentais que vivem e trabalham ilegalmente na Tailândia, muitos dos quais ensinam inglês ou executam pequenas atividades en empresas baseadas na internet e usam vistos de turismo ou outros tipos de vistos obtidos utilizando documentação falsa para permanecer no país a longo prazo.

### Imigrantes ilegais norte-coreanos
Nos últimos anos, desertores norte-coreanos tentaram usar a Tailândia como uma rota para chegar à Coreia do Sul. Algumas pessoas continuam a trabalhar e permanecer na Tailândia. Pela lei norte-coreana, civis não podem sair do país, a menos que tenha sido enviado pelo governo ou convidado, devendo enviar relatos duas vezes por ano para a Coreia do Norte. O governo tailandês tem sido criticado pelo seu tratamento com os imigrantes ilegais.